# Oude Dorpskerk (Bunnik)
De Oude Dorpskerk is het kerkgebouw van de Protestantse Gemeente Bunnik in de Nederlandse plaats Bunnik. De kerk is oorspronkelijk gewijd aan Sint Anthonis.

## Geschiedenis
De kerk dateert uit de 12e of 13e eeuw. Het is een van de eerste bakstenen kerken van Nederland, de romaanse toren toren vormt het oudste deel. In 1566 werd het koor van de kerk vervangen. Bij de kerk bevond zich een kerkhof dat gebruikt is totdat de algemene begraafplaats in Bunnik geopend werd. Daarna is het geruimd. Ook de meeste graven in de kerk zijn in 1845 geruimd.
De kerk is sinds 1828 voorzien van een orgel. Het huidige orgel is in 1912 gebouwd door Firma J. de Koff uit Utrecht. In de jaren 1950 is het aangepast aan de klankvoorkeur van die tijd. Bij een groot onderhoud in 2013 zijn deze ingrepen voor een deel weer ongedaan gemaakt. De orgelkas is nog in de oorspronkelijke staat. 
In de loop van de eeuwen zijn er verbouwingen geweest. Het aanzicht van de kerk zoals dat anno 2017 is dateert van 1954. Bij een grote restauratie kreeg het kerkdak toen een ander uiterlijk en werd het gebouw witgepleisterd. Ook de ramen werden toen teruggebracht naar een meer oorspronkelijk uiterlijk. Ook werd de scheiding tussen koor en schip van de kerk duidelijker aangegeven door een aan de buitenzijn inspringende pleisterlaag, en een iets hogere plaatsing van de ramen in het koor. Bovendien werd de inrichting sterk gewijzigd: de preekstoel stond tot 1954 onder het orgel, na de verbouwing van 1954 stond de preekstoel aan de oostzijde van de kerk. Eerder, in 1938 kwam bij de restauratie van de toren het opvallende lantaarntje terug.
In de periode 2011-2013 werd de kerk opnieuw flink onderhanden genomen. Daarbij werd een nieuwe vloer in de kerkzaal aangebracht en werd de inrichting van het interieur opnieuw sterk gewijzigd. Een modern multi-functioneel ontwerp verving de traditionele inrichting uit 1954 (de preekstoel uit 1954 bleef overigens wel behouden). De lantaarn uit 1938 werd tezelfdertijd vervangen.

## Fotogalerij

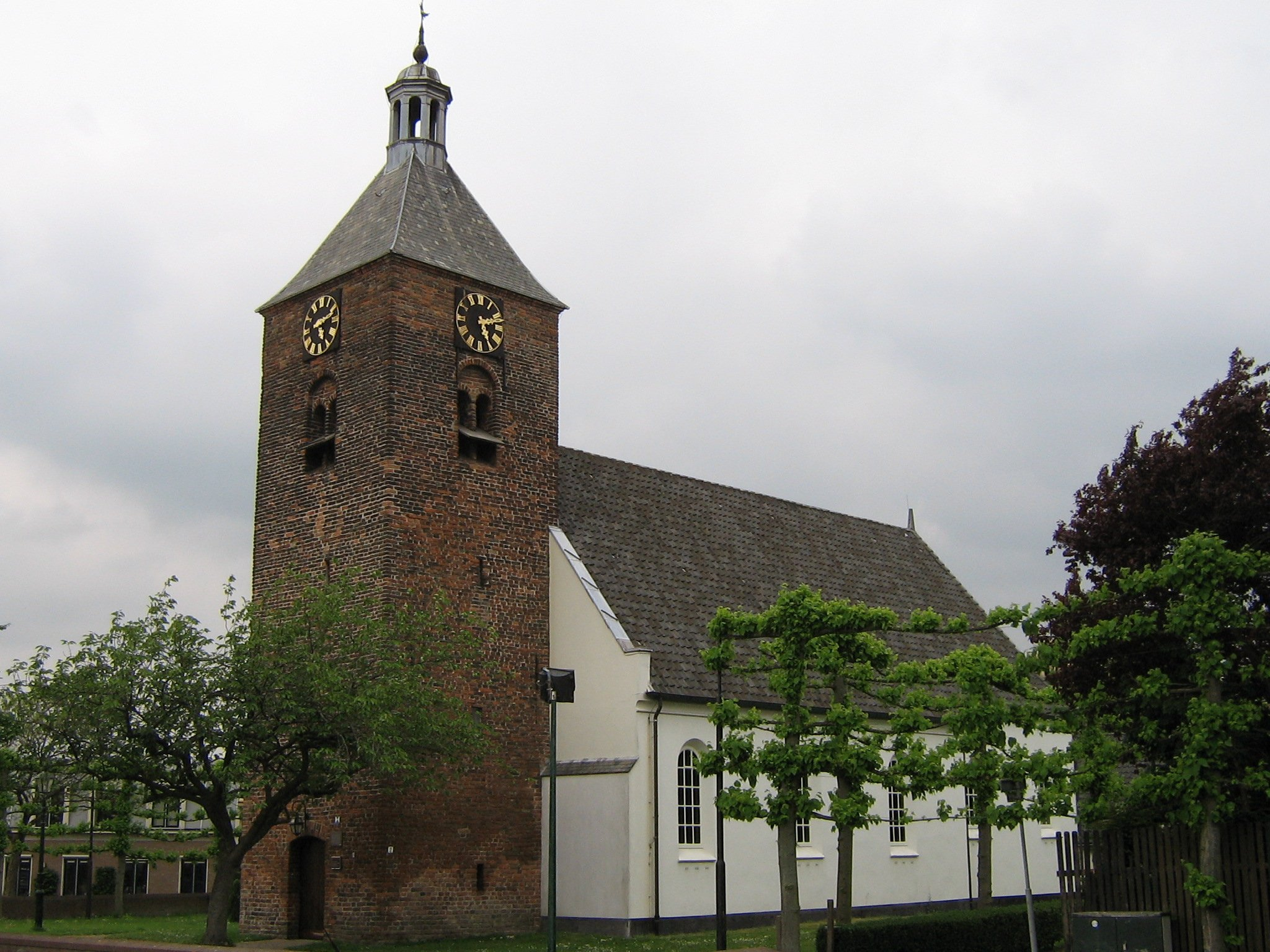
Oude Dorpskerk te Bunnik
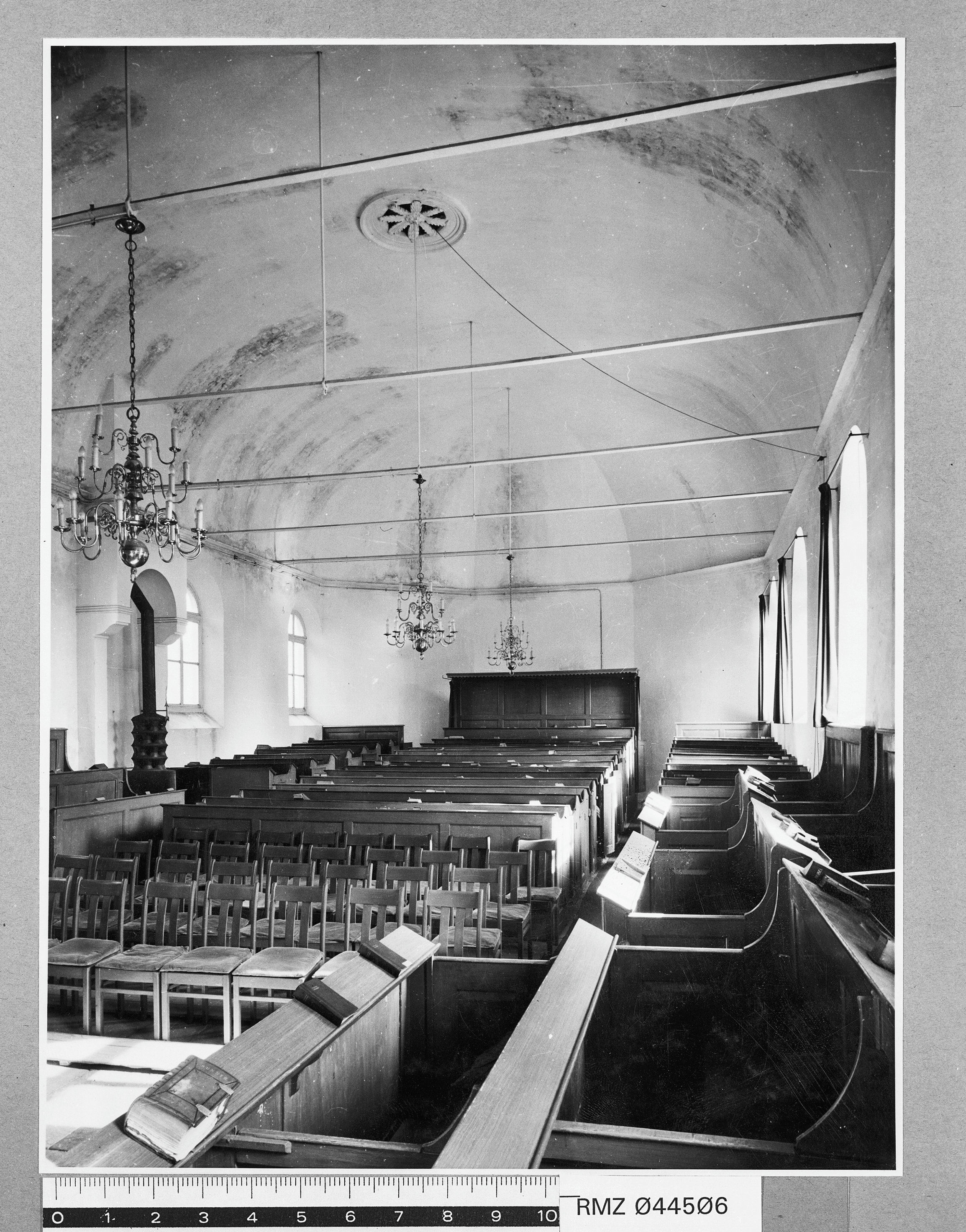
Interieur voor 1954
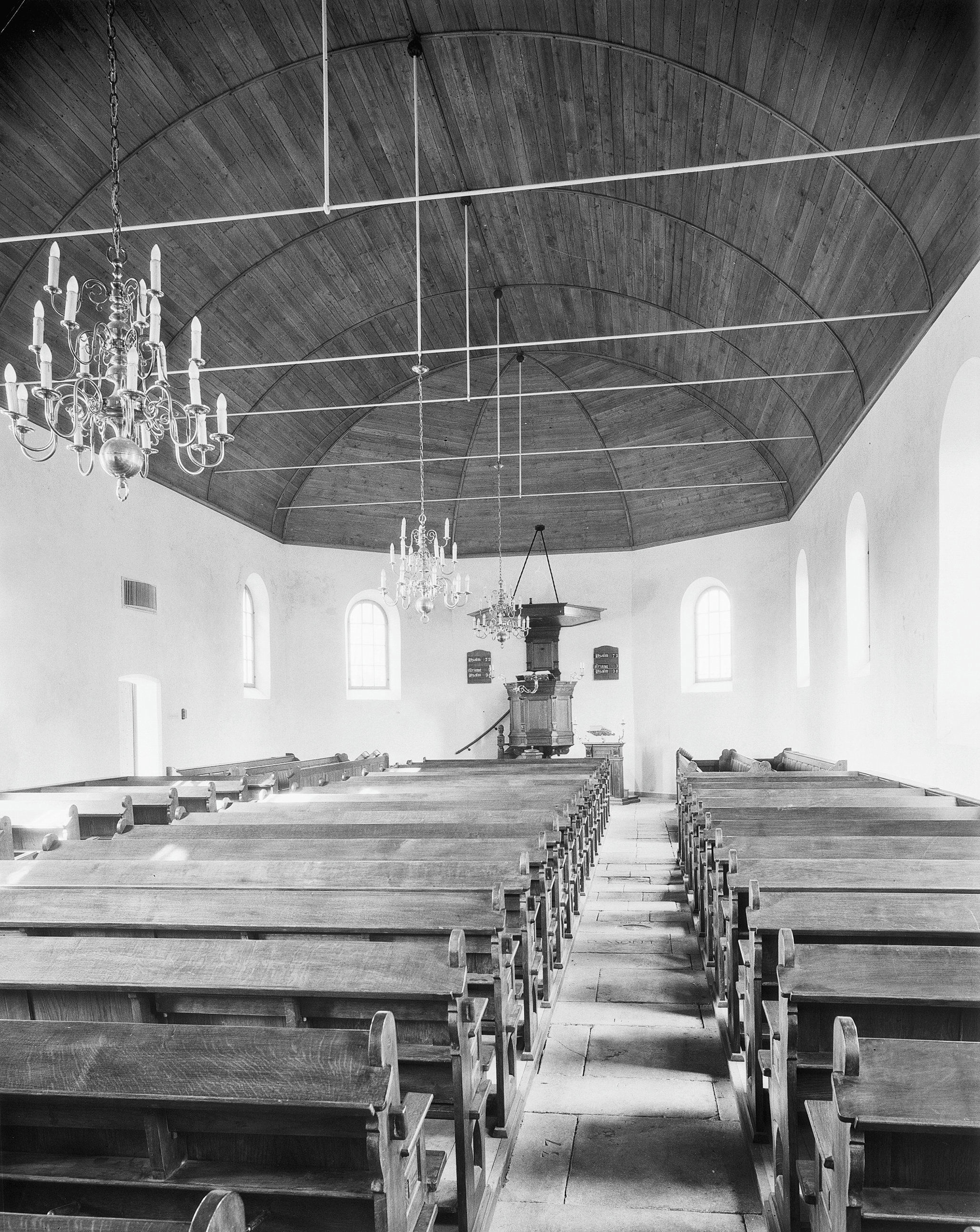
Interieur in 1956